# کوپنبروگ
کوپنبروگ (به آلمانی: Coppenbrügge) یک منطقهٔ مسکونی در آلمان است که در هاملین-پیرمونت واقع شده‌است. کوپنبروگ ۷٬۸۸۰ نفر جمعیت دارد.